# 私だけの天使〜Angel〜/あなたのその胸に
「私だけの天使〜Angel〜／あなたのその胸に」（わたしだけのてんし エンジェル／あなたのそのむねに）は、1997年4月23日にマーキュリー・ミュージックエンタテイメントからリリースされた松田聖子の通算45枚目のシングル。

## 解説
「私だけの天使〜Angel〜」は松田の実娘・沙也加への想いを歌った楽曲。ユニマットのイメージソング。
カップリングの「あなたのその胸に」はテレビ朝日系『土曜ワイド劇場』のエンディング・テーマ。
ジャケットの裏面に写る手は、松田と沙也加（当時11歳）のものである。
「あなたのその胸に」は発売年のコンサートツアーで歌われたほか、2007年の『SEIKO MATSUDA CONCERT TOUR 2007 Baby's breath』にて合間の衣装替えの際、サックスで演奏された（ヴォーカルはなし）。

## 収録曲
全作詞:Seiko Matsuda／作曲:Seiko Matsuda・小倉良／編曲:鳥山雄司
1. 私だけの天使〜Angel〜[5:48]
2. あなたのその胸に[4:41]
3. 私だけの天使〜Angel〜（オリジナル・カラオケ）[5:48]
4. あなたのその胸に（オリジナル・カラオケ）[4:39]

## 関連作品
- 私だけの天使～Angel～
  - My Story
  - Dear
  - Seiko '96-'98
  - LOVE Seiko Matsuda 20th Anniversary Best Selection
  - Best of Best 27
  - We Love SEIKO -35th Anniversary 松田聖子究極オールタイムベスト50Songs-
  - 永遠のアイドル、永遠の青春、松田聖子。〜45th Anniversary 究極オールタイムベスト〜
- あなたのその胸に
  - Seiko '96-'98
  - Ballad 〜20th Anniversary
  - We Love SEIKO -35th Anniversary 松田聖子究極オールタイムベスト50Songs-